# Nidal Saleh
RNDr. Nidal Saleh (* 1936, Nábulus) je autor palestinského původu žijící na Slovensku. Píše ve slovenském, českém, arabském a anglickém jazyce.
Vystudoval farmacii v Praze a v Bratislavě, ve které dnes žije. Ve svých knihách se zabývá zejména izraelsko-palestinskými vztahy. Nidal Saleh je zastáncem názoru, že světové mocnosti slouží židovským zájmům.
V roce 2002 slovenský ministr spravedlnosti Ján Čarnogurský žádal prokurátora, aby prošetřil Salehovu knihu Proč se vraždí v Izraeli? kvůli jejím údajně protižidovským pasážím.

## Dílo
- Proč se vraždí v Izraeli? Palestinské memento. Eko-konzult, Bratislava 2002
- Nedotknutelní. Príbeh jednej knihy., vydané vlastním nákladem autora, Dunajská Lužná 2003
- Svědectví o morálnim úpadku. Falšovatelé historie. Bratislava 2005
- Dilema islámské rétoriky. Bratislava 2008
- Zlomená křídla věčného cizince. Bratislava 2008